# KFC Diest
Maillots
Dernière mise à jour : 10 août 2021.
Le Koninklijke Football Club Diest est un club de football belge basé à Diest, porteur du matricule 41. Il évolue en Division 3 VV lors de la saison 2021-2022. Il s'agit de sa 62e saison dans les séries nationales belges, dont 9 l'ont été dans la plus haute division.

## Histoire

### Débuts et premiers passages en nationales
Le club est fondé en 1909 sous le nom Hoger op Diest Football Club et s'affilie à l'Union belge de football en 1919. Le club débute dans les séries régionales limbourgeoises. Après sa troisième saison d'existence, l'équipe remporte le titre en troisième régionale et accède à la deuxième régionale. Un an plus tard, il passe vers les séries régionales du Brabant. En décembre 1926, le club reçoit le matricule 41.
Après dix saisons en « R2 », Diest remporte le titre et accède pour la première fois de son histoire à la Promotion, alors troisième et dernier niveau national, à l'aube de la saison 1931-1932. Ce premier passage dans les séries nationales dure cinq saisons, avec comme meilleure performance une troisième place en 1932-1933. Après avoir terminé avant-dernier dans sa série en 1936, le club est relégué vers les séries régionales.
Diest passe une décennie dans les championnats régionaux et en revient en Promotion qu'en 1945. Ce nouveau séjour au niveau national ne dure toutefois que deux ans. Après avoir annulé toutes les relégations subies pendant les championnats disputés durant la Seconde Guerre mondiale, l'URBSFA décide de ramener toutes les séries nationales à seize clubs en 1947. De ce fait, il y a six descendants dans la série de Promotion où joue le club, qui ne peut éviter la relégation. Un an plus tard, le club fusionne avec une autre équipe de la localité, le Standaard Athletiek Diest, porteur du matricule 230, et raccourcit son nom en Football Club Diest. En 1953, le club reçoit le titre de « SOciété Royale » et adapte son nom en Koninklijke Football Club Diest. Un an plus tard, le club remporte le titre en première provinciale brabançonne et effectue son retour dans les séries nationales, qui comptent désormais quatre niveaux.

### Ascension vers la Division 1
Après une première saison à lutter contre la relégation, le KFC Diest réalise une excellente campagne 1955-1956 ponctuée par un premier titre au niveau national, synonyme d'accession à la Division 3. Le club poursuit sur sa lancée et remporte un second titre consécutif, ce qui lui ouvre les portes de la Division 2 pour la première fois de son histoire. La première saison à ce niveau est difficile et le club termine à la quatorzième place, à égalité de points avec l'AS Ostende, relégué pour avoir concédé plus de défaites que le KFC Diest. Les résultats s'améliorent ensuite, le club terminant deux ans de suite en milieu de classement. La consécration vient en 1961 qui voit le club remporter le titre de champion de deuxième division grâce à son attaque, de loin la meilleure de la série, emmenée par Julien Van Roosbroeck qui termine meilleur buteur. Le club accède ainsi pour la première fois de son histoire à l'élite nationale.

### Deux séjours au plus haut niveau
Pour ses débuts en Division 1, le KFC Diest vit deux saisons tranquilles conclues en milieu de classement, à l'abri de la relégation. La saison 1963-1964 reste encore aujourd'hui la meilleure de l'histoire du club. Il conclut le championnat à la septième place, le plus haut classement qu'il ait jamais atteint, et arrive en finale de la Coupe de Belgique, où il s'incline après prolongation face à La Gantoise. Hélas, ces bonnes prestations ne sont pas rééditées la saison suivante, le club échouant à la dernière place, ce qui le fait rechuter en deuxième division. Le club met cinq ans pour revenir au plus haut niveau, à la faveur d'un titre de champion remporté en 1970. De retour dans une Division 1 qui se dirige vers le professionnalisme complet, le club doit lutter chaque année pour son maintien. En 1974-1975, il termine en position de relégable et retourne en Division 2. Il n'est plus jamais revenu en première division depuis.

### Chute hors des séries nationales
Le KFC Diest ambitionne de revenir directement parmi l'élite mais termine vice-champion, loin derrière Winterslag. Qualifié pour le tour final, le club s'écroule et termine à la dernière place. Le club dispute encore le tour final en 1978-1979 mais termine encore une fois à la dernière place. Il rentre ensuite dans le rang et ne sera plus jamais concerné par la lutte pour la montée en Division 1. Pire, en 1987, le club finit avant-dernier et doit redescendre en troisième division, trente ans après l'avoir quittée. Il n'y reste qu'une saison et revient ensuite en Division 2 à la faveur d'une fusion avec le FC Assent, club fondé en 1974 et porteur du matricule 8091 qui était passé en une décennie de la quatrième provinciale à la deuxième division. Le club conserve son matricule 41 et prend le nom de Koninklijke Tesamen Hogerop Diest.
La fusion n'apporte pas de grands résultats, le club se contentant de terminer dans le ventre mou du classement année après année. Le KTH Diest évite la relégation en 1995 grâce à la faiblesse du K Boom FC et du KFC Eeklo mais la saison suivante, il finit bon dernier et doit retourner en Division 3. Le club ne parvient pas à viser la remontée en deuxième division et termine le plus souvent dans la seconde moitié du classement durant les cinq saisons qui suivent sa relégation. En 2002, le club termine dernier dans sa série et retombe en Promotion. Il fait illusion deux ans en terminant dans le subtop mais en 2004-2005, il finit à l'avant-dernière place de sa série et est dès lors renvoyé en première provinciale brabançonne après plus d'un demi-siècle passé dans les séries nationales.

### Club-ascenseur dans les séries provinciales
Aux problèmes sportifs viennent s'ajouter les problèmes financiers. Le club vit une saison très difficile et est rapidement condamné à la dernière place. Il se met en faillite en fin de saison et une relégation administrative vient s'ajouter à la relégation sportive, renvoyant le club en troisième provinciale. Une nouvelle ASBL est mise sur pied pour reprendre le club et reprend l'ancien nom de KFC Diest ainsi que les couleurs noir et blanc historiques. En 2009, le club remporte le titre haut la main dans sa série, avec 28 victoires et deux partages en trente matches, et remonte en deuxième provinciale. Il termine vice-champion pour sa première saison et remporte ensuite le tour final, ce qui lui permet de revenir parmi l'élite provinciale. Pour son retour en « P1 », il finit à la cinquième place. Ce classement lui permet de disputer le tour final pour l'accession à la Promotion mais il est éliminé d'emblée. Il ne confirme pas cette performance par la suite et termine treizième en 2013, une place synonyme de relégation en deuxième provinciale à cause du grand nombre de clubs brabançons relégués depuis les séries nationales. Le K. FC Diest remporte le titre deux ans plus tard et remonte ainsi en Première Provinciale en 2015.

### Retour après 11 ans d'absence
Dans la foulée de son titre de « P2 », le K. FC Diest effectue son retour en séries nationales. Alors que l'URBSFA crée un 5e étage national (appelé Division 3 Amateur) pour la saison 2016-2017, le matricule 41 termine vice champion de 1re Provinciale « Brabant », trois unités derrière le K. FC Eppegem. En raison de la réforme évoquée ci-devant, le club de club de la Warande est promu en Division 3 Amateur VFV
.
Le retour en « Nationale » n'est évident sur le plan sportif, notamment parce que la réforme évoquée a fait descendre vers le nouveau 5e niveau des cercles rôdés à l'ancien 4e, la désormais ex-Promotion. Tant en 2017 qu'en 2018, Diest ne peut faire mieux qu'une 13e place finalen, à chaque fois synonyme de « barrage » contre l'équivalent de l'autre série. Rappelons que la conséquence de ce « test-match » reste conditionné aux nombre de relégué(s) depuis les échelon supérieurs, à commencer par la nouvelle D3 (« Division 1 Amateur » de 2016 à 2019). La première année, le revers (3-0) concédé au K. SK Vlamertinge reste anecdotique, il n'est est pas de même en 2018. Battu (4-1) au K. VK Ninove, le FC Diest doit retourner en P1 désormais « du Brabant flamand », car plusieurs (quatre !) cercles néerlandophones descendent de la désormais Nationale 1, nouvelle appellation du 3e niveau.
En 2019, les « Noirs et Blancs » terminent champions derrière le VK Linden. Ce résultat qualifie Diest pour le tour final interprovincial (TFI) néerlandophone. La « Voetbal Federatie Vlaanderen » désormais « Voetbal Vlaanderen » (pendant néerlandophone de l'Association des Clubs Francophones de Football - ACFF) organise son TFI sous forme d'un mini championnat en deux groupes de cinq. Le vainqueur de chaque poule est promu. Ensuite, des barrages de classement sont prévus dans le cas où un ou plusieurs montants supplémentaires doivent être désignés. 

#### «TFI» 2018-2019
En 2019, les « Noirs et Blancs » terminent champions derrière le VK Linden. Ce résultat qualifie Diest pour le tour final interprovincial (TFI) néerlandophone. La « Voetbal Federatie Vlaanderen » désormais « Voetbal Vlaanderen » (pendant néerlandophone de l'Association des Clubs Francophones de Football - ACFF) organise son TFI sous forme d'un mini championnat en deux groupes de cinq. Les vainqueurs de chaque poule s'affrontent pour désigner le premier promu. Le cas échéant, d'autres barrages de classement peuvent être joués dans le cas où plus de deux montants supplémentaires doivent être désignés.
Chaque participant affronte une fois chacun de ses adversaires, avec deux matchs à domicile et deux en déplacement
| Rang | Équipe               | Pts | J | G | N | P | Bp | Bc | Diff |  | Résultats (▼ dom., ► ext.) | BER | DIE | AAL | DAD | HOU |
| ---- | -------------------- | --- | - | - | - | - | -- | -- | ---- |  | -------------------------- | --- | --- | --- | --- | --- |
| 1    | FC Berlaar-Heikant   | 9   | 4 | 3 | 1 | 0 | 9  | 6  | +3   |  | Berlaar-H.                 |     | 2-0 | 1-3 | nj  | nj  |
| 2    | K. FC DIEST          | 7   | 4 | 2 | 1 | 1 | 8  | 4  | +4   |  | DIEST                      | nj  |     | nj  | 2-1 | 3-0 |
| 3    | KV Eendracht Aalter  | 6   | 4 | 1 | 2 | 1 | 9  | 7  | +2   |  | Aalter                     | nj  | 3-3 |     | nj  | 1-1 |
| 4    | VK Dadizele          | 4   | 4 | 1 | 1 | 2 | 9  | 8  | +1   |  | Dadizele                   | 1-3 | nj  | 2-2 |     | nj  |
| 5    | K. FC Park Houthalen | 1   | 4 | 0 | 1 | 3 | 4  | 12 | -8   |  | Houthalen                  | 2-3 | nj  | nj  | 1-5 |     |

Diest échoue dans sa quête à retrouver la Division 3 en étant battu, lors de la dernière journée, au FC Berlaar-Heikant. Celui-ci se qualifie pour la finale qu'il perd au SK Lochristi (4-0). Amplement victorieux, celui qui est surnommé le « Club des Bégonias » est le seul promu en raison des quatre néerlandophones relégués depuis la Division 1 Amateur.
Le 12 mars 2020, quand les compétitions sont arrêtées en raison de la Pandémie de Covid-19, le K. FC Diest occupe la première place en P1 Brabant flamand avec un point d'avance sur le K. FC Rhodienne-De Hoek. Quand la fédération décide de figer définitivement les classements et d'effectuer les montées et descentes réglementairement prévues (tour finaux non compris), les deux meneurs sont promus en Division 3.

## Stade

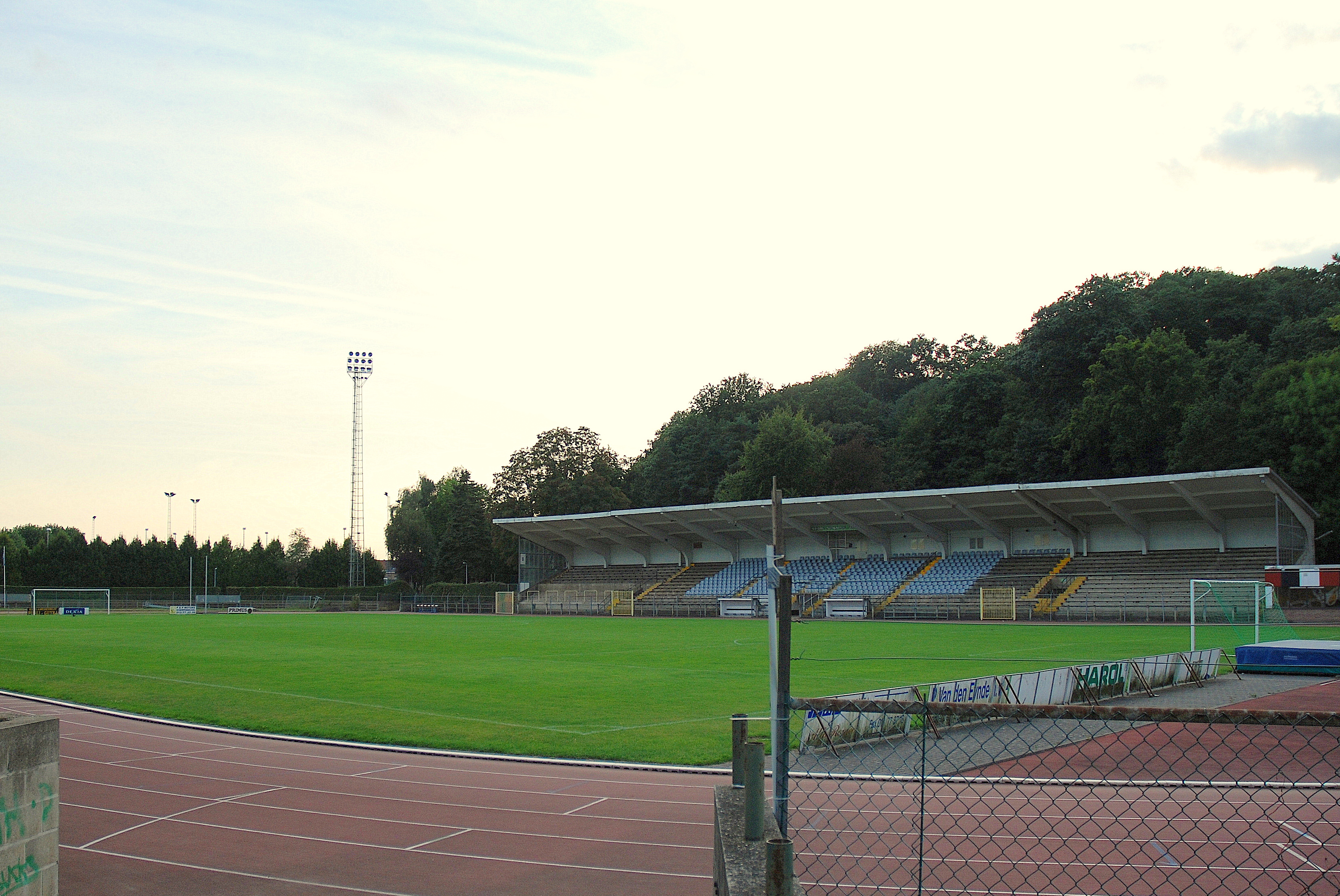
Vue du stade de la Warande

Depuis ses débuts, le club évolue au stade De Warande situé dans un parc arboré du même nom, près d'une boucle du Démer. Dotée d'une piste d'athlétisme à 6 couloirs, la principale enceinte sportive comporte quatre tribunes dont une « assise » de 1 800 places et une « debout » de 4 700. Ces deux tribunes sont couvertes. Il y a aussi deux gradins nom couverts à l'extérieur de chaque virage avec une capacité de 750 places chacun. En 2006, la commune de Diest rachète le stade et les terrains du club pour lui permettre d'éponger ses dettes. Depuis lors, c'est en qualité de locataire que le K.FC Diest occupe le site.

## Anciens joueurs célèbres
- Jos Heyligen, international belge, commence sa carrière à Diest de 1966 à 1972.
- Bruno Versavel, international belge natif de Diest, il effectue toute sa formation au club et y commence sa carrière professionnelle en 1985. Il revient ensuite au club de 2007 à 2011.
- Eddy Voordeckers, international belge, commence sa carrière à Diest de 1976 à 1979.
- Miroslav Pavlović, international yougoslave ayant participé à la Coupe du monde 1974, joue deux ans à Diest entre 1974 et 1976.
- Timmy Simons, international belge natif de Diest, il joue en équipe première de 1994 à 1998.

## Résultats dans les divisions nationales
Statistiques mises à jour le 10 août 2021 - au terme de la saison 2020-2021

### Palmarès
- 2 fois Champion de Division 2 en 1961 et en 1970.
- 1 fois Champion de Division 3 en 1957.
- 1 fois Champion de Promotion en 1956.

### Bilan
| Niv | Divisions     | Jouées | Titres | TM Up | TM Down |
| --- | ------------- | ------ | ------ | ----- | ------- |
| I   | 1re nationale | 9      | 0      |       |         |
| II  | 2e nationale  | 29     | 2      | 2     |         |
| III | 3e nationale  | 15     | 1      |       |         |
| IV  | 4e nationale  | 5      | 1      |       |         |
| V   | 5e nationale  | 3      | 0      |       | 2       |
|     |               |        |        |       |         |
|     | TOTAUX        | 61     | 4      | 2     | 2       |

- TM Up : test-match pour départager des égalités, ou toutes formes de Barrages ou de Tour final pour une montée éventuelle.
- TM Down : test-match pour départager des égalités, ou toutes formes de Barrages ou de Tour final pour le maintien.

### Classement saison par saison
| Ordre                             | Saison  | Nom du club | Niveau                         | Classement final | Remarques              |
| --------------------------------- | ------- | ----------- | ------------------------------ | ---------------- | ---------------------- |
| 1                                 | 1931-32 | HO Diest FC | Promotion (D3) série D         | 7e/14            |                        |
| 2                                 | 1932-33 | HO Diest FC | Promotion (D3) série D         | 3e/14            |                        |
| 3                                 | 1933-34 | HO Diest FC | Promotion (D3) série D         | 6e/14            |                        |
| 4                                 | 1934-35 | HO Diest FC | Promotion (D3) série D         | 9e/14            |                        |
| 5                                 | 1935-36 | HO Diest FC | Promotion (D3) série C         | 13e/14           | Relégué!               |
| séries régionales                 |         |             |                                |                  |                        |
| 6                                 | 1945-46 | HO Diest FC | Promotion (D3) série B         | 13e/19           |                        |
| 7                                 | 1946-47 | HO Diest FC | Promotion (D3) série A         | 16e/18           | Relégué!               |
| séries régionales et provinciales |         |             |                                |                  |                        |
| 8                                 | 1954-55 | K. FC Diest | Promotion série A              | 13e/16           |                        |
| 9                                 | 1955-56 | K. FC Diest | Promotion série D              | 1er/16           | Champion et promu!     |
| 10                                | 1956-57 | K. FC Diest | Division 3 série A             | 1er/16           | Champion et promu!     |
| 11                                | 1957-58 | K. FC Diest | Division 2                     | 14e/16           |                        |
| 12                                | 1958-59 | K. FC Diest | Division 2                     | 6e/16            |                        |
| 13                                | 1959-60 | K. FC Diest | Division 2                     | 7e/16            |                        |
| 14                                | 1960-61 | K. FC Diest | Division 2                     | 1er/16           | Champion et promu!     |
| 15                                | 1961-62 | K. FC Diest | Division 1                     | 12e/16           |                        |
| 16                                | 1962-63 | K. FC Diest | Division 1                     | 10e/16           |                        |
| 17                                | 1963-64 | K. FC Diest | Division 1                     | 7e/16            |                        |
| 18                                | 1964-65 | K. FC Diest | Division 1                     | 16e/16           | Relégué!               |
| 19                                | 1965-66 | K. FC Diest | Division 2                     | 11e/16           |                        |
| 20                                | 1966-67 | K. FC Diest | Division 2                     | 4e/16            |                        |
| 21                                | 1967-68 | K. FC Diest | Division 2                     | 7e/16            |                        |
| 22                                | 1968-69 | K. FC Diest | Division 2                     | 7e/16            |                        |
| 23                                | 1969-70 | K. FC Diest | Division 2                     | 1er/16           | Champion et promu!     |
| 24                                | 1970-71 | K. FC Diest | Division 1                     | 14e/16           |                        |
| 25                                | 1971-72 | K. FC Diest | Division 1                     | 13e/16           |                        |
| 26                                | 1972-73 | K. FC Diest | Division 1                     | 14e/16           |                        |
| 27                                | 1973-74 | K. FC Diest | Division 1                     | 12e/16           |                        |
| 28                                | 1974-75 | K. FC Diest | Division 1                     | 18e/20           | Relégué!               |
| 29                                | 1975-76 | K. FC Diest | Division 2                     | 2e/16            | Tour final             |
| 30                                | 1976-77 | K. FC Diest | Division 2                     | 12e/16           |                        |
| 31                                | 1977-78 | K. FC Diest | Division 2                     | 6e/16            |                        |
| 32                                | 1978-79 | K. FC Diest | Division 2                     | 4e/16            | Tour final             |
| 33                                | 1979-80 | K. FC Diest | Division 2                     | 12e/16           |                        |
| 34                                | 1980-81 | K. FC Diest | Division 2                     | 14e/16           |                        |
| 35                                | 1981-82 | K. FC Diest | Division 2                     | 10e/16           |                        |
| 36                                | 1982-83 | K. FC Diest | Division 2                     | 12e/16           |                        |
| 37                                | 1983-84 | K. FC Diest | Division 2                     | 10e/16           |                        |
| 38                                | 1984-85 | K. FC Diest | Division 2                     | 10e/16           |                        |
| 39                                | 1985-86 | K. FC Diest | Division 2                     | 12e/16           |                        |
| 40                                | 1986-87 | K. FC Diest | Division 2                     | 15e/16           | Relégué!               |
| 41                                | 1987-88 | K. FC Diest | Division 3 série B             | 7e/16            | Remontée!              |
| 42                                | 1988-89 | K. TH Diest | Division 2                     | 10e/16           |                        |
| 43                                | 1989-90 | K. TH Diest | Division 2                     | 7e/16            |                        |
| 44                                | 1990-91 | K. TH Diest | Division 2                     | 11e/16           |                        |
| 45                                | 1991-92 | K. TH Diest | Division 2                     | 11e/16           |                        |
| 46                                | 1992-93 | K. TH Diest | Division 2                     | 13e/16           |                        |
| 47                                | 1993-94 | K. TH Diest | Division 2                     | 13e/16           |                        |
| 48                                | 1994-95 | K. TH Diest | Division 2                     | 16e/18           |                        |
| 49                                | 1995-96 | K. TH Diest | Division 2                     | 18e/18           | Relégué!               |
| 50                                | 1996-97 | K. TH Diest | Division 3 série B             | 13e/16           |                        |
| 51                                | 1997-98 | K. TH Diest | Division 3 série B             | 6e/16            |                        |
| 52                                | 1998-99 | K. TH Diest | Division 3 série B             | 8e/16            |                        |
| 53                                | 1999-00 | K. TH Diest | Division 3 série B             | 10e/16           |                        |
| 54                                | 2000-01 | K. TH Diest | Division 3 série B             | 14e/16           |                        |
| 55                                | 2001-02 | K. TH Diest | Division 3 série B             | 16e/16           | Relégué!               |
| 56                                | 2002-03 | K. TH Diest | Promotion série C              | 6e/16            |                        |
| 57                                | 2003-04 | K. TH Diest | Promotion série C              | 5e/16            |                        |
| 58                                | 2004-05 | K. TH Diest | Promotion série C              | 15e/16           | Relégué!               |
| séries provinciales               |         |             |                                |                  |                        |
| 59                                | 2016-17 | K. FC Diest | Division 3 Amateur VFV série B | 13e/16           | Barrages!              |
| 60                                | 2017-18 | K. FC Diest | Division 3 Amateur VFV série B | 13e/16           | Relégué après barrage! |
| séries provinciales               |         |             |                                |                  |                        |
| 61                                | 2020-21 | K. FC Diest | Division 3VV série B           | N/A              | Saison annulée !       |
| 62                                | 2021-22 | K. FC Diest | Division 3VV série B           | .../16           |                        |